# Glyphochloa mysorensis
Glyphochloa mysorensis là một loài thực vật có hoa trong họ Hòa thảo. Loài này được (S.K.Jain & Hemadri) Clayton mô tả khoa học đầu tiên năm 1981.